# سیارک ۳۲۸۰۸
سیارک ۳۲۸۰۸ (به انگلیسی: 32808 Bischoff، نامگذاری:1990TP2)۳۲۸۰۸مین سیارک کشف شده‌است که در ۱۰ اکتبر ۱۹۹۰ کشف شد.